# Списък на делегатите на АСНОМ, пратеници за АВНОЮ
Първото заседание на Антифашисткото събрание за народно освобождение на Македония (АСНОМ) се провежда на 2 август 1944 година в манастира „Свети Прохор Пчински“. На събранието са избрани 41 души, които да заминат като представители на АСНОМ в Антифашисткото събрание за народно освобождение на Югославия (АВНОЮ). От тези 41 души, седем са представители на Президиума на АСНОМ, а от тях само Лазар Колишевски не е делегат на Първото заседание на АСНОМ.
Това е списък на делегатите на АСНОМ, които са определени за представители в Президиума на АВНОЮ:
| Име                    | Занимание                                                 | длъжност      |  |
| ---------------------- | --------------------------------------------------------- | ------------- |  |
| Йордан Блажевски       | инженер                                                   | Тетово        |  |
| Тодор Циповски         | работник, югославски партизанин                           | Тетово        |  |
| Чеде Филиповски        | работник, поручик на НОВ                                  | Гостивар      |  |
| Злате Тренески         | земевладелец, югославски партизанин                       | Кленоец       |  |
| Владо Малески          | студент по право, югославски партизанин                   | Струга        |  |
| Кемал Аголи            | студент по философия, югославски партизанин               | Дебър         |  |
| Владимир Полежиноски   | доктор и правист, югославски партизанин                   | Кичево        |  |
| Петре Пирузе           | адвокат, югославски партизанин                            | Охрид         |  |
| Лазар Гиновски         | земеделец, югославски партизанин                          | Белчища       |  |
| Цветко Узуновски       | работник, югославски партизанин                           | Ресен         |  |
| Наум Наумовски         | политически комисар на II бригада                         | Крушево       |  |
| Наум Веслиевски        | подпоручик, заместник-командир на III -та бригада         | Ресен         |  |
| Томо Кутурец           | чиновник, югославски партизанин                           | Крушево       |  |
| Методи Андонов – Ченто | търговец, югославски партизанин                           | Прилеп        |  |
| Бане Андреев – Ронката | югославски партизанин, политически комисар на Главния щаб | Велес         |  |
| Панко Брашнаров        | учител, деец на ВМОРО и ВМРО (об)                         | Велес         |  |
| Никола Минчев          | банков чиновник, югославски партизанин                    | Кавадарци     |  |
| Лазар Калайджийски     | работник, югославски партизанин                           | Неготино      |  |
| Олга Петрушева         | работник, деец на НОФ и НОВМ                              | Дойран        |  |
| Христо Баялцалиев      | чиновник, български партизанин                            | Солун         |  |
| Епоминонда Попандонов  | професор, югославски партизанин                           | Струмица      |  |
| Михайло Апостолски     | генерал-майор, командир на НОВ и ПОМ                      | Щип           |  |
| Благоя Минов           | работник                                                  | Струмица      |  |
| Киро Глигоров          | адвокат, югославски партизанин                            | Щип           |  |
| Страхил Байовски       | учител                                                    | Берово        |  |
| Никола Вражалски       | кандидат адвокат                                          | Кочани        |  |
| Кирил Михайловски      | учител, югославски партизанин                             | Виница        |  |
| Никола Мицев           | ветеринарен лекар бактериолог, югославски партизанин      | Кратово       |  |
| Трайко Цветанов        | студент                                                   | Крива паланка |  |
| Лазар Соколов          | инженер и икономист                                       | Куманово      |  |
| Мара Нацева            | работничка, югославска партизанка                         | Куманово      |  |
| Венко Марковски        | поет                                                      | Скопие        |  |
| Тодор Стоянов Звездин  | подполковник в кралство Югославия                         | Скопие        |  |
| Тихомир Милошевски     | майор, командир на III македонска бригада                 | Битуше        |  |
| Димитър Влахов         | революционер, деец на ВМОРО, ВМРО (обединена)             | Кукуш         |  |
| Борко Темелковски      | работник, югославски партизанин                           | Прилеп        |  |
| Лиляна Чаловска        | студентка, югославска партизанка                          | Битоля        |  |
| Кирил Мильовски        | ветеринарен лекар, югославски партизанин                  | Битоля        |  |
| Вангел Чукалевски      | югославски партизанин                                     | Битоля        |  |
| Петре Богданов – Кочко | оперен певец, югославски партизанин                       | Скопие        |  |

## Галерия
- Списък на делегатите, изпратени от АСНОМ в АВНОЮ, първа страница
- Списък на делегатите, изпратени от АСНОМ в АВНОЮ, втора страница